# Diecezja Lomas de Zamora
Diecezja Lomas de Zamora (łac. Dioecesis Clivi Zamorensis) – diecezja Kościoła rzymskokatolickiego w Argentynie. Erygowana została 11 lutego 1957 przez papieża Piusa XII bullą Quandoquidem Adoranda.